# Pic de la Portella de Bac d'Hortell
El Pic de la Portella de Bac d'Hortell és una muntanya de 2.558,5 m d'altitud situada al Massís del Carlit, concretament al límit entre els termes comunals d'Dorres, Enveig i Portè, tots tres de l'Alta Cerdanya, a la Catalunya del Nord.
Està situat al nord-oest del terme comunal de Dorres, al nord-est del d'Enveig i al sud-est del de Portè. És al sud-oest del Puig Occidental de Coll Roig, al sud-oest del Massís del Carlit.
És destí freqüent de moltes de les rutes d'excursionisme del Massís del Carlit.